# Leandro Díaz (Fußballspieler, 1990)
Leandro Nicolás Díaz Baffico (* 24. März 1990 in Montevideo) ist ein ehemaliger uruguayischer Fußballspieler.

## Karriere

### Verein
Der 1,78 Meter große Mittelfeldakteur Díaz gehörte zu Beginn seiner Karriere bereits mindestens 2007 der Jugendmannschaft und ab der Spielzeit 2009/10 bis Juni 2013 dem Erstligakader des Danubio FC an. Bei den Montevideanern bestritt er in der Saison 2009/10 17 Spiele in der Primera División. Ein Tor erzielte er nicht. In den nachfolgenden Spielzeiten lief er in insgesamt neun weiteren Erstligapartien auf. Ein persönlicher Torerfolg gelang ihm auch dabei nicht (Saison: 2010/11: 1 Spiel/kein Tor; 2011/12: 4/0; 2012/13: 4/0). Im Juni 2013 wechselte er nach Brasilien zum Londrina EC. Dort stehen sieben Ligaeinsätze in der Serie D für ihn zu Buche, bei denen er ein Tor schoss. Im Juli 2014 schloss er sich zunächst dem uruguayischen Erstligisten Juventud an, bereits ab Ende September 2014 setzte er seine Karriere jedoch in Chile beim Drittligisten Deportes Melipilla fort. In der Saison 2014/15 wurde er sechsmal in der Segunda División eingesetzt und erzielte zwei Treffer. Anfang Februar 2015 kehrte er nach Uruguay zurück und trat ein Engagement beim Erstligisten El Tanque Sisley an. Dort sind in der Clausura 2015 neun Ligaeinsätze verzeichnet. In der Spielzeit 2015/16 absolvierte er 19 Erstligaspiele und schoss ein Tor. Mitte Januar 2017 wechselte er zu Santiago Morning. Bei den Chilenen kam er viermal in der Liga zum Einsatz und schoss ein Tor. Von Juli 2017 bis Jahresende stand er wieder im Kader El Tanque Sisleys. 2018 kehrte er zu Juventud zurück und beendete dort seine Karriere.

### Nationalmannschaft
Díaz war Mitglied der von Ángel Castelnoble trainierten uruguayischen U-15-Auswahl, die bei der U-15-Südamerikameisterschaft 2005 in Bolivien teilnahm. Er gehörte der uruguayischen U-17-Nationalmannschaft an und war Teil des Kaders bei der U-17-Südamerikameisterschaft 2007 in Ecuador.